# Joan Jorquera
Artikeln följer den spanska namnseden; faderns efternamn är Jorquera och moderns efternamn Cala.
Joan Jorquera Cala, född 14 juli 2000, är en spansk taekwondoutövare. 

## Karriär
I april 2021 vid EM i Sofia tog Jorquera silver i 63 kg-klassen efter en finalförlust mot turkiske Hakan Reçber. I maj 2022 vid EM i Manchester tog han brons i 63 kg-klassen. I november 2022 tog Jorquera även brons i 63 kg-klassen vid VM i Guadalajara.
I juni 2023 vid VM i Baku tog Jorquera sitt andra raka VM-silver i 63 kg-klassen. Samma månad tog han även brons i 63 kg-klassen vid europeiska spelen i Kraków-Małopolska.